# Lista de distritos do Amazonas

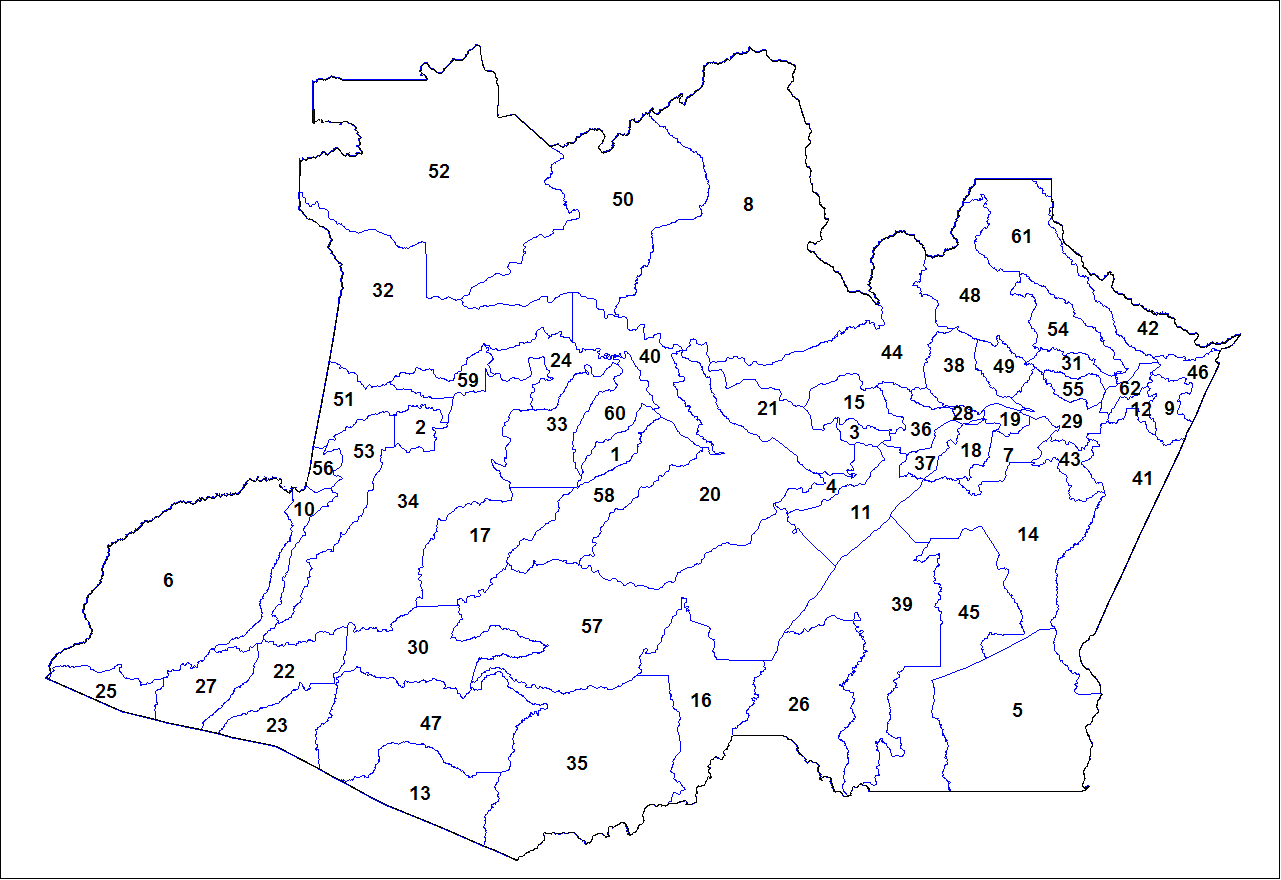
Municípios do estado do Amazonas

Esta é uma lista dos distritos dos municípios amazonenses.
Segundo o IBGE, um município para ser formado deve possuir pelo menos um distrito, o distrito sede. No caso dos municípios que possuírem mais de um distrito, estes também constarão na lista.
- Nota: Esta lista não inclui as reservas indígenas.

| Município (Distrito sede) | Demais distritos |
| ------------------------- | --- |
| Alvarães                  | Nogueira |
| Amaturá                   | Nova Itália |
| Anamã                     | Vila Arixi Vila do Cuia |
| Anori                     | |
| Apuí                      | Sucunduri |
| Atalaia do Norte          | Estirão do Equador Palmeiras do Javari |
| Autazes                   | Ambrósio Aires Monte Sinai Murutinga Novo Céu Sampaio Urucurituba                                                                         |
| Barcelos                  | Moura |
| Barreirinha               | Ariaú Barreira do Andirá Cametá Freguesia do Andirá Pedras Terra Preta do Limão Vila Cândida Vila Piraí                                   |
| Benjamin Constant         | Prosperidade |
| Beruri                    | Pupunha II Vila Caviana I |
| Boa Vista do Ramos        | Bom Jesus da Estrada Lago Preto Massauari                                                                                                 |
| Boca do Acre              | Floriano Peixoto São Paulo |
| Borba                     | Axinim Caiçara Canumã Foz do Canumã |
| Caapiranga                | Agrovila Campina Araras |
| Canutama                  | Renascer |
| Carauari                  | Igarapé da Roça Roque |
| Careiro                   | Araçá Purupuru Sumaúma Vila do Tilheiro                                                                                                   |
| Careiro da Várzea         | Porto da Balsa |
| Coari                     | Itapeua Lauro Sodré Vila Fernandes |
| Codajás                   | Badajós Murituba |
| Eirunepé                  | Deixa Falar |
| Envira                    | |
| Fonte Boa                 | |
| Guajará                   | |
| Humaitá                   | Auxiliadora |
| Ipixuna                   | Pernambuco |
| Iranduba                  | Ariaú Cacau Pirêra Janauari Lago do Limão Paricatuba São Sebastião Serra Baixa                                                            |
| Itacoatiara               | Agostinho Amatari Batista Benjamin Constant Iracema Novo Remanso Vila Lindóia Vila do Engenho                                             |
| Itamarati                 | |
| Itapiranga                | |
| Japurá                    | Acanauaé Vila Bittencourt |
| Juruá                     | Fonte das Graças Tamaniquá |
| Jutaí                     | Vila Copatana |
| Lábrea                    | |
| Manacapuru                | Agrovila Ubim Agrovila Bela Vista Agrovila Grêmio do Castanho Ariaú Caviana Comunidade Palestina Comunidade São José Jacaré Sacambu Tuiué |
| Manaquiri                 | Barro Alto Janauacá |
| Manaus                    | Amazonino Mendes Bom Sucesso Livramento Nova Canaã Nossa Senhora de Fátima São Sebastião                                                  |
| Manicoré                  | Barro Alto Cachoeirinha Santo Antônio do Matupi                                                                                           |
| Maraã                     | |
| Maués                     | Bom Jesus Curuçá Osório da Fonseca Repartimento Santíssima Trindade                                                                       |
| Nhamundá                  | Comunidade Juruá Cutipanã Santa Maria do Mamoriacá                                                                                        |
| Nova Olinda do Norte      | Vila do Abacaxi |
| Novo Airão                | |
| Novo Aripuanã             | |
| Parintins                 | Agrovila Bom Socorro Agrovila Santa Rita da Valéria Agrovila Santo Antônio do Tracajá Caburi Mocambo São Tomé do Mocambo Vila Amazônia    |
| Pauini                    | Céu do Mapiá |
| Presidente Figueiredo     | Balbina |
| Rio Preto da Eva          | |
| Santa Isabel do Rio Negro | |
| Santo Antônio do Içá      | Betânia Ipiranga Vila Alterosa |
| São Gabriel da Cachoeira  | Assunção do Içana Cucuí Iauareté Içana |
| São Paulo de Olivença     | Santa Rita do Weil |
| São Sebastião do Uatumã   | Santana |
| Silves                    | |
| Tabatinga                 | |
| Tapauá                    | Belo Monte Foz do Tapauá |
| Tefé                      | Bonfim Caiambé Marajó Missões Santo Isidoro                                                                                               |
| Tonantins                 | São José do Amparo |
| Uarini                    | Punã |
| Urucará                   | |
| Urucurituba               | Augusto Montenegro Itapeaçu |